# Wild West (programma televisivo)
Wild West è stato un reality show italiano, andato in onda su Rai 2 nel 2006.

## Struttura
Dodici persone comuni si sono dovute trasformare in novelli cow-boys e condurre una mandria di mucche attraverso il deserto dell'Arizona, cercando di perderne il minor numero possibile, sotto la guida e l'aiuto di Craig Carter, un mandriano locale professionista (nonché cantante folk). Classico il meccanismo delle nomination tra i concorrenti e quello dell'eliminazione tramite televoto da parte degli spettatori a casa.
Dopo 3 sole puntate, a causa dei bassi ascolti ottenuti, lo show serale settimanale condotto da Alba Parietti è stato sostituito da uno pomeridiano dalla durata più breve, in onda il lunedì, affidato alla conduzione di Milo Infante e Monica Leofreddi, all'interno del loro programma L'Italia sul 2, mentre è rimasta invariata la messa in onda della striscia quotidiana.
Il montepremi vinto dal primo classificato, Matteo D'Errico, è stato di 117.350 euro, cifra ricavata dalla vendita all'asta del numero finale di mucche.

## I partecipanti
- Matteo D'Errico, addestratore di falchi (vincitore)
- Stefania Boccafogli, perito agrario (2ª classificata)
- Mathieu Cima, studente e cameriere (3º classificato)
- Bruno Porcaro, assicuratore
- Donata Lorenzi, personal trainer
- Fabrizio Giannelli, paracadutista
- Federica Pullin, impiegata
- Ivo Passoni, disoccupato
- Giacomina "Jeki" Domenighini, operaia
- Lorenzo De' Medici, consulente marketing
- Maddalena "Mada" Donnarumma, barlady
- Rossella Rocco, commessa

Inviato: Marco Mazzocchi.